# Nösse
Die Nösse (dänisch Næsodde) ist eine Halbinsel, die den Ostteil der Insel Sylt bildet. Nösse ist zugleich der Name für die Ostspitze von Sylt. Der Name „Nösse“ stammt aus dem friesischen und bedeutet Landzunge. Ihr Gebiet spiegelt ungefähr die Ausmaße der früheren Gemeinde Sylt-Ost wider. Auf ihr befinden sich die Dörfer Archsum, Keitum und Morsum mit seinen vielen, verstreut liegenden Ortsteilen. Die Nösse ist landwirtschaftlich geprägt. Der Südteil der Halbinsel wird vom Nössedeich dominiert. Die ebenfalls im Südteil gelegene Mittelmarsch wird von Prielen durchzogen. Im nördlichen Teil verläuft die Marschbahn Elmshorn – Westerland, die Sylt über den Hindenburgdamm mit dem Festland verbindet. An ihr sind die Bahnhöfe von Morsum, Keitum und Westerland gelegen.